# Wereldkampioenschappen schermen 1959
De 15de wereldkampioenschappen schermen werden gehouden in Boedapest, Hongarije in 1959. De organisatie lag in de handen van de FIE.

## Medailles

### Mannen
| Onderdeel   | Goud                                                                                              | Goud                | Zilver                                                                                         | Zilver              | Brons                                                                              | Brons       |
| ----------- | ------------------------------------------------------------------------------------------------- | ------------------- | ---------------------------------------------------------------------------------------------- | ------------------- | ---------------------------------------------------------------------------------- | ----------- |
| Degen       |                                                                                                   |                     |                                                                                                |                     |                                                                                    |             |
| Individueel | Bruno Habārovs                                                                                    | Sovjet-Unie         | Allan Jay                                                                                      | Verenigd Koninkrijk | Giuseppe Delfino                                                                   | Italië      |
| Ploegen     | Árpád Bárány Tamás Gábor István Kausz József Sákovics                                             | Hongarije           | Arnold Tsjernoesjevitsj Valentin Tsjernikov Bruno Habārovs Vitaly Tsjodosovski Guram Kostava   | Sovjet-Unie         | Claude Bourquard Claude Brodin Jacques Guittet Gérard Lefranc René Queyroux        | Frankrijk   |
| Floret      |                                                                                                   |                     |                                                                                                |                     |                                                                                    |             |
| Individueel | Allan Jay                                                                                         | Verenigd Koninkrijk | Claude Netter                                                                                  | Frankrijk           | Mark Midler                                                                        | Sovjet-Unie |
| Ploegen     | Mark Midler Joeri Roedov Joeri Sissikin German Svesjnikov Viktor Zjdanovitsj                      | Sovjet-Unie         | Jürgen Brecht Timothäus Gerresheim Dieter Schmitt Jürgen Theuerkauff Manfred Urschel           | Frankrijk           | Ferenc Czvikovszky Mihály Fülöp József Gyuricza Jenő Kamuti Kazmer Pacsery         | Hongarije   |
| Sabel       |                                                                                                   |                     |                                                                                                |                     |                                                                                    |             |
| Individueel | Rudolf Kárpáti                                                                                    | Hongarije           | Tamás Mendelényi                                                                               | Hongarije           | Jerzy Pawłowski                                                                    | Polen       |
| Ploegen     | Emil Ochyra Jerzy Pawłowski Andrzej Piątkowski Włodzimierz Wójcicki Wojciech Zabłocki Ryszard Zub | Polen               | Gábor Delneky Aladár Gerevich Zoltán Horváth Rudolf Kárpáti Tamás Mendelényi József Szerencsés | Hongarije           | Jevgeni Tsjerepovski Lev Koeznetsov Oemjar Mavlichanov Jakov Rylski David Tyschler | Sovjet-Unie |

### Vrouwen
| Onderdeel   | Goud                                                                      | Goud        | Zilver                                                                                   | Zilver      | Brons                                              | Brons          |
| ----------- | ------------------------------------------------------------------------- | ----------- | ---------------------------------------------------------------------------------------- | ----------- | -------------------------------------------------- | -------------- |
| Floret      |                                                                           |             |                                                                                          |             |                                                    |                |
| Individueel | Emma Jefimova                                                             | Sovjet-Unie | Galina Gorochova                                                                         | Sovjet-Unie | Tatjana Petrenko                                   | Sovjet-Unie    |
| Ploegen     | Katalin Juhász Magdolna Kovács Ildikó Rejtő Lídia Dömölky Györgyi Székely | Hongarije   | Galina Gorochova Emma Jefimova Tatjana Petrenko Valentina Proedskova Aleksandra Zabelina | Sovjet-Unie | Helmi Höhle Helga Mees Heidi Schmid Rosemarie Weiß | West-Duitsland |

## Medaillespiegel
| Plaats | Land                | Goud | Zilver | Brons | Totaal |
| 1      | Sovjet-Unie         | 3    | 3      | 3     | 9      |
| 2      | Hongarije           | 3    | 2      | 1     | 6      |
| 3      | Verenigd Koninkrijk | 1    | 1      | 0     | 2      |
| 4      | Polen               | 1    | 0      | 1     | 2      |
| 5      | Frankrijk           | 0    | 2      | 1     | 3      |
| 6      | Italië              | 0    | 0      | 1     | 1      |
| 6      | West-Duitsland      | 0    | 0      | 1     | 1      |
| Totaal | Totaal              | 8    | 8      | 8     | 24     |

1937 · 1938 · 1947 · 1948 · 1949 · 1950 · 1951 · 1952 · 1953 · 1954 · 1955 · 1956 · 1957 · 1958 · 1959 · 1961 · 1962 · 1963 · 1965 · 1966 · 1967 · 1969 · 1970 · 1971 · 1973 · 1974 · 1975 · 1977 · 1978 · 1979 · 1981 · 1982 · 1983 · 1985 · 1986 · 1987 · 1988 · 1989 · 1990 · 1991 · 1992 · 1993 · 1994 · 1995 · 1997 · 1998 · 1999 · 2000 · 2001 · 2002 · 2003 · 2004 · 2005 · 2006 · 2007 · 2008 · 2009 · 2010 · 2011 · 2012 · 2013 · 2014 · 2015 · 2016 · 2017 · 2018 · 2019 · 2022 · 2023